# Uwarowo
Uwarowo – miasto w Rosji, w obwodzie tambowskim, 117 km na południowy wschód od Tambowa. W 2009 roku liczyło 26 909 mieszkańców.

## Sport
- Chimik Uwarowo